# Ваймар (герцог Шампані)
Ваймар або Ваймер (*Waimer, д/н — після 692) — герцог Шампані у 675—678 роках.

## Життєпис
Походив з австразійської знаті. Був прихильником Еброїна, мажордома Нейстрії. Можливо у 675 році брав участь у вбивстві короля Хільдеріка II, після чого допоміг Емброїну звільнитися з монастиря (його туди запроторили у 673 році). 675 року стає герцогом Шампані. Разом з Емброїном посадив на трон Нейстрії короля Хлотаря III. Слідом за цим завдав поразки Теодоріху III, короля Австразії.
В подальшому був на боці Емброїна у боротьбі з Дагобертом II, що затвердився в Бургундії, а потім Австразії. Брав участь у поході до Бургундії 676 року (разом Адаліком, герцогом Ельзасу), де захопив та сплюндрував Отен, прот спроба зайняти Ліон виявилася невдалою. 677 року брав участь у битві при Лангрі проти Дагоберта II.
678 року за наказом мажорда Емброїна стратив Леодегарія, єпископа Отена. після цього під тиском сумління відмовився від посад і влади. Новим герцогом став Мартин з роду Арнульфінгів. Щоб спокутувати провину здійснив прощу до Палестини. Остання згадка про Ваймара сягає 692 року.